# منتخب كوبا للكريكت
منتخب كوبا للكريكت هو ممثل كوبا الرسمي في المنافسات الدولية في الكريكت .